# Víctor Jara
Víctor Lidio Jara Martínez (28. září 1932, Lonquén, Chile – 16. září 1973, Santiago de Chile) byl chilský komunistický básník, zpěvák a hudební skladatel.
Po fašistickém vojenském puči v roce 1973 byl zatčen, mučen a poté zastřelen. Po smrti se stal symbolem boje za lidská práva v Chile i dalších zemích Latinské Ameriky.

## Životopis
Víctor Jara se narodil nedaleko Santiaga chudým rolníkům – jeho rodiče se jmenovali Manuel a Amanda. Otec byl negramotný a preferoval, aby se děti co nejdříve zapojily do práce, než aby se vzdělávaly. Víctor tedy už ve věku 6 let pracoval na poli. Manuel nebyl schopen vydobýt živobytí ze svých výdělků ani najít stálou práci, aby mohl zabezpečit rodinu; začal pít a být hrubý. Jeho vztah se ženou se zhoršil a tak ještě když byl Víctor dítětem, otec od rodiny odešel, aby si našel práci jinde.
Amanda vychovávala Víctora a jeho sourozence sama a trvala na tom, že všichni by měli získat dobré vzdělání. Číst a psát se naučila jako samouk. Hrála na kytaru a klavír, zpívala tradiční lidové písně na místních svatbách či pohřbech. Zemřela, když bylo Víctorovi 15 let.
Začal pak studovat účetnictví, ale brzy vstoupil do semináře, aby se stal knězem. Po několika letech byl však církví zklamán a seminář opustil. Další roky strávil v armádě, poté se vrátil do rodného města, aby se věnoval svým zájmům v lidové hudbě a divadlu.

### Zatčení
Byl členem Komunistické strany Chile a podporoval prezidenta Salvadora Allendeho, nejen v textech svých písní. Krátce po pravicovém vojenském puči roku 1973 byl zatčen. Byl internován na fotbalovém stadionu v Santiagu, který tehdy sloužil jako zadržovací tábor; byl brutálně mučen, rozdrtili mu prsty. Poté byl zastřelen.
Po své smrti se stal symbolem boje za lidská práva jak v Chile, tak i ostatních zemích, především Latinské Ameriky. Stadion, na kterém zemřel, byl v roce 2003 přejmenován na Estadio Víctor Jara.
Chilská justice v prosinci 2012 nařídila kvůli Jarově vraždě zatčení osmi bývalých důstojníků armády včetně Pedra Barrientose Núñeze, který byl spolu s jedním z kolegů obviněn z vykonání činu, ostatních šest ze spolupachatelství. Chilské úřady Barrientose, který žije v USA, už v minulosti z účasti na vraždě obvinily. Washington však o jeho vydání žádaly neúspěšně. Barrientos obvinění odmítá.

## Dílo
V letech 1966–1974 mu vyšlo deset alb; po jeho smrti byla vydána řada kompilací.
Jeho píseň Luchín převzal Spirituál kvintet (Až vzlétnou ptáci), stejně jako jeho píseň Te recuerdo Amanda, ve které se s Amandou loučí Manuel, (František Nedvěd ji zpívá pod názvem To, co zbývá, lásko.)